# 虎林口岸
虎林口岸（こりんこうがん）は中華人民共和国黒竜江省虎林市とロシア連邦の間に位置する出入国検査場。
虎林市中心部より南東に58キロメートルの位置に位置する。1989年、国務院により虎林口岸の設置が決定され、1992年9月10日にフェリーを使用した臨時出入国検査業務を開始、1993年5月18日に橋梁を利用した出入国検査場として正式に業務を開始した。